# Bellegarde-sur-Valserine
Pour les articles homonymes, voir Bellegarde et Valserine.
Bellegarde-sur-Valserine est une ancienne commune française, située dans le département de l'Ain en région Auvergne-Rhône-Alpes à la frontière avec le département de la Haute-Savoie. La ville, localisée au confluent du Rhône et de la Valserine, est peuplée de 11 450 habitants en 2018, ce qui la classe au sixième rang du département de l'Ain au regard de la population. Le 1er janvier 2019, elle devient commune déléguée et chef-lieu de Valserhône. Elle est notamment connue pour être la première ville française à avoir été éclairée à l’électricité.

## Géographie

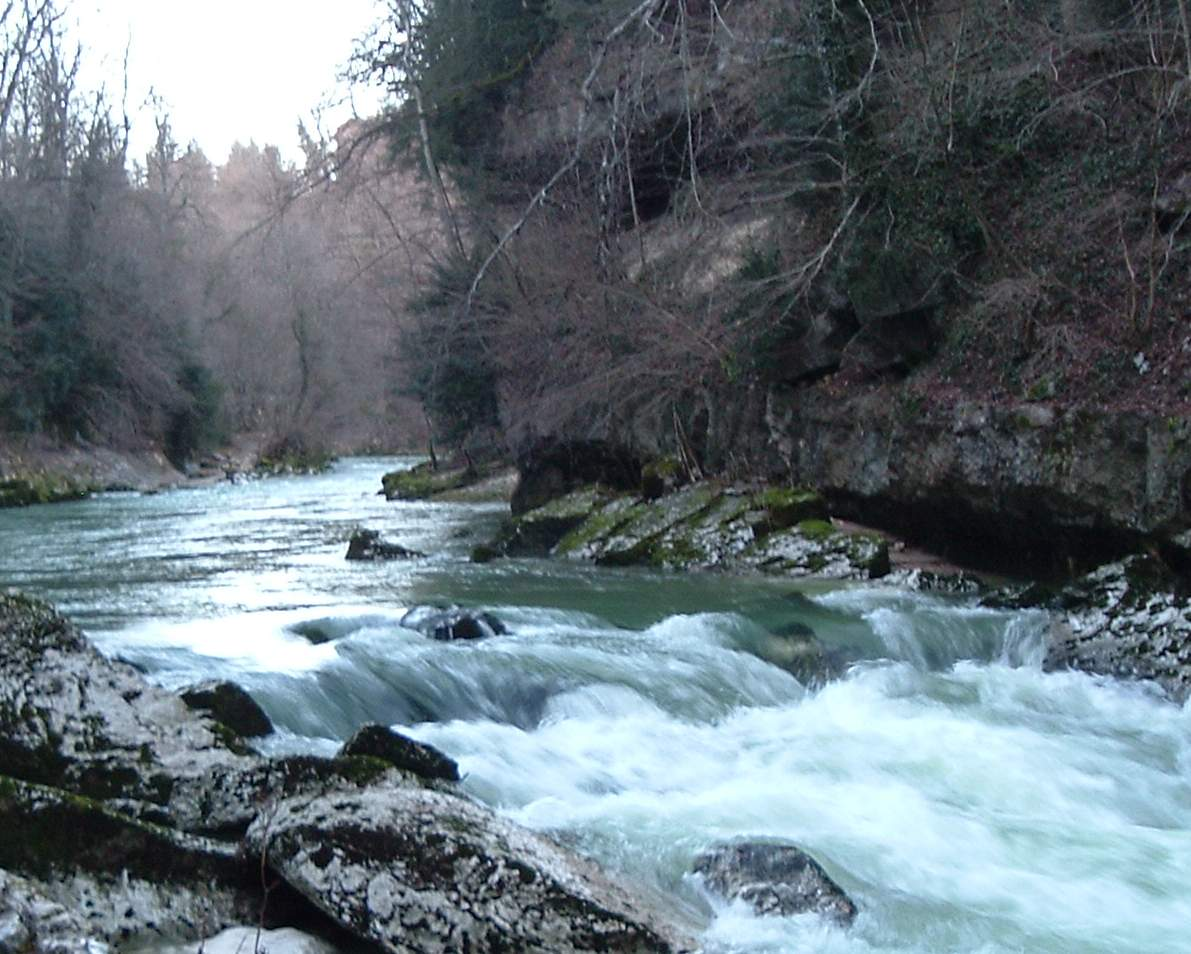
La Valserine en hiver.

### Situation
Bellegarde-sur-Valserine est située au pied de la partie jurassienne du département de l'Ain, au fond d'une vallée délimitée par le plateau de Retord à l'ouest et par le massif du Grand Crêt d'Eau et le Vuache à l'est. Le défilé de Fort-l'Ecluse, passage creusé par le Rhône entre ces deux montagnes est la principale voie d'accès (en France) au pays de Gex, au pays genevois et donc au sud du Léman. À Bellegarde, le Rhône vient buter sur le Massif du Jura et oblique alors vers le sud en direction de Seyssel, Culoz et le Lac du Bourget. Enfin, Bellegarde-sur-Valserine est au débouché est de la cluse de Nantua, principal axe de franchissement du Jura sud. Cette situation au sein d'un carrefour de voies naturelles en Y explique la genèse et le développement de la commune.

### Géologie et relief
La superficie de la commune est de 1 525 hectares ; son altitude varie entre 330 et 1 542 mètres.
Bellegarde-sur-Valserine est située au fond d'une vallée, délimitée par le plateau de Retord à l'ouest et par le massif du Grand Crêt d'Eau et le Vuache à l'est. Le passage creusé par le Rhône entre ces deux montagnes est la principale voie d'accès (en France) au pays de Gex et au sud du Léman.

### Hydrographie
Bellegarde-sur-Valserine est située au confluent de la Valserine et du Rhône. La nature des roches a donné au lit de ces cours d'eau une forme bien particulière : les pertes du Rhône (submergées depuis) et de la Valserine. L'eau s'enfonce dans le sol et il est encore possible de traverser la rivière sur une courte passerelle. Cette particularité a fait du site un lieu de passage même s'il reste pratiquement inhabité jusqu'au XIXe siècle. Le fleuve marque aujourd'hui la limite entre l'Ain et la Haute-Savoie.

### Climat
Le climat est de type semi-continental dégradé, avec des étés chauds, des automnes souvent ensoleillés, des hivers assez rigoureux avec chutes de neige et des printemps brefs.
La région est très ensoleillée et souvent plus chaude que d'autres communes des alentours.
|                          | Hiver | Printemps | Été   | Automne |
| ------------------------ | ----- | --------- | ----- | ------- |
| Bellegarde-sur-Valserine | 579 h | 834 h     | 967 h | 462 h   |
| Moyenne nationale        | 390 h | 646 h     | 724 h | 297 h   |

|                          | Hiver | Printemps | Été  | Automne |
| ------------------------ | ----- | --------- | ---- | ------- |
| Bellegarde-sur-Valserine | 24 j  | 35 j      | 40 j | 19 j    |
| Moyenne nationale        | 16 j  | 27 j      | 30 j | 12 j    |

|                          | Hiver  | Printemps | Été    | Automne |
| ------------------------ | ------ | --------- | ------ | ------- |
| Bellegarde-sur-Valserine | 218 mm | 216 mm    | 76 mm  | 207 mm  |
| Moyenne nationale        | 170 mm | 201 mm    | 132 mm | 277 mm  |

|                          | Hiver    | Printemps | Été      | Automne  |
| ------------------------ | -------- | --------- | -------- | -------- |
| Bellegarde-sur-Valserine | 86 km/h  | 83 km/h   | 86 km/h  | 86 km/h  |
| Moyenne nationale        | 184 km/h | 151 km/h  | 144 km/h | 169 km/h |

### Voies de communication et transports

#### Voies routières
Bellegarde-sur-Valserine est desservie par l'autoroute comme par les routes nationales :
- autoroute A40 à 3,5 km du centre ville au niveau de l'échangeur no 10 à Vouvray (par l'autoroute, Bellegarde est située à 38 km de Genève, 77 km de Bourg-en-Bresse, 111 km de Lyon, 120 km de Chamonix mont blanc, 66 km d'Annecy et 502 km de Paris) ;
- routes départementales RD1084 (ex-RN 84) en direction de Lyon et Nantua, RD1206 (ex-RN 206) en direction de Saint-Julien-en-Genevois et du pays de Gex et RD1508 (ex-RN 508) en direction d'Annecy et Frangy.

#### Transport ferroviaire
La commune dispose d'une gare SNCF accueillant de nombreuses lignes venues de Suisse et surtout de France :
- Les lignes TGV Lyria : Paris-Gare-de-Lyon à Genève-Cornavin ; Marseille-Saint-Charles ou Nice-Ville à Genève-Cornavin ; Montpellier-Saint-Roch à Genève-Cornavin,
- Les lignes TGV: Paris-Gare-de-Lyon à Évian-les-Bains le vendredi soir et week-end et Paris-Gare-de-Lyon à Évian-les-Bains / Saint-Gervais-les-Bains-Le Fayet (TGV des neiges) en période hivernale.
- Les lignes TER Auvergne-Rhône-Alpes : Lyon-Part-Dieu ou Lyon-Perrache à Genève-Cornavin / Évian-les-Bains / Saint-Gervais-les-Bains-Le Fayet ; Genève-Cornavin à Aix-les-Bains-Le Revard / Chambéry - Challes-les-Eaux / Grenoble / Valence-Ville ; Bellegarde à Genève-Cornavin ;
- Les lignes de car TER : Bellegarde-sur-Valserine à Bourg-en-Bresse ; Bellegarde-sur-Valserine à Divonne-les-Bains ; Bellegarde-sur-Valserine à Ferney-Voltaire ou Sauverny et Bellegarde à Évian-les-Bains.

#### Transports en commun

##### Lignes interurbaines
Bellegarde-sur-Valserine est desservie par 4 lignes régulières du réseau Cars Région Ain : ligne no 133 (Bellegarde <> Seyssel), no 136 (Bellegarde <> Challex), no 153 (Bellegarde <> Mijoux) et no 160 (Bellegarde <> Bourg-en-Bresse).
Du fait de sa proximité avec le département de la Haute-Savoie, Bellegarde-sur-Valserine est aussi desservie par le réseau Cars Région Haute-Savoie. La ligne no 22 relie Bellegarde-sur-Valserine à Annecy via Frangy et le Grand Épagny.

##### Transports en commun
Bellegarde-sur-Valserine dispose de son propre réseau de transports urbains, Mobi'Vals ou jusqu'en avril 2019 les Transports urbains de Bellegarde-sur-Valserine (TUB) gérés par la Régie départementale des transports de l'Ain.
Les lignes et les services de ce réseau sont les suivants : ligne A (Hauts de Bellegarde <> Arlod <> Centre-Ville), ligne TAD B (Mussel <> Orée du Bois <> Bois des Pesses), ligne TAD C (Vanchy <> Centre-Ville), ligne TAD D (Antoine Favre <> Carterie <> Buffon Stade), ligne S1 (Arlod <> St-Éxupéry), ligne S2 (Vanchy <> Centre-Ville <> St-Éxupéry), ligne S3 (Centre-Ville <> Bois des Pesses <> Saint-Éxupéry <> Victor Hugo) et TAD Express, service de transport pour personnes à mobilité réduite.

#### Transports aériens
L'aéroport international de Genève-Cointrin est à 37 km de Bellegarde-sur-Valserine par la RD1206. L'aéroport international de Lyon-Saint-Exupéry est à 106 km de Bellegarde-sur-Valserine par l'A40.
Bellegarde-sur-Valserine dispose d'un aérodrome dépourvu d'activité commerciale. Situé sur le territoire de la commune de Chatillon en Michaille, il est doté d'une piste goudronnée de 670 m de long ainsi que d'une piste en herbe de 350 m. Cet aérodrome, géré par l'aéroclub de Bellegarde-Vouvray, appartient à la commune de Bellegarde.

## Urbanisme

### Morphologie urbaine
Bellegarde-sur-Valserine peut être divisée en grandes zones, car elle est le regroupement de plusieurs villages :
- Bellegarde : le centre-ville actuel, qui s'est développé avec l'industrie, au XIXe siècle ;
- Musinens : sur les hauteurs de la ville, où sont situées les cités HLM ainsi que le lycée Saint-Exupéry. Dans cette zone résident plus de 35 % des habitants[4], ainsi qu'une grande partie des industries, avec la zone industrielle. On y trouve également le centre commercial du Crédo. En 2009, le centre commercial de la Valserine y a été créé, à la frontière entre les communes de Bellegarde et de Châtillon-en-Michaille ;
- Coupy : au pied du Grand Crêt d'Eau, commune indépendante jusqu'en 1966 avant d'être rattachée à Bellegarde ;
- Arlod : situé au bord du Rhône en direction de Culoz, accueillera la future plaine de jeux ;
- Vanchy : petit village situé sur l'ancienne route de Genève.

### Logement
En 2009, le nombre total de logements dans la commune était de 5 773, alors qu'il était de 5 162 en 1999.
Parmi ces logements, 89,0 % étaient des résidences principales, 1,5 % des résidences secondaires et 9,5 % des logements vacants. Ces logements étaient pour 24,1 % d'entre eux des maisons individuelles et pour 75,8 % des appartements.
La proportion des résidences principales, propriétés de leurs occupants était de 39,8 %, quasiment constant par rapport à 1999 (38,8 %). En 2010, la part de logements HLM loués vides (logements sociaux) était en hausse et toujours supérieure au seuil légal de 20 % : 29,4 % contre 33,0 % en 1999, leur nombre étant passé de 1494 à 1533 sur la période. Ces logements sociaux appartiennent à deux sociétés, Dynacité et Semcoda.

### Projets d'aménagements
Un réseau de distribution de gaz naturel a été construit à Bellegarde par Gaz de France en 2002. Il est alimenté par une conduite de gaz sous haute pression qui passe par Nantua, le Catray et Ochiaz, pour traverser ensuite le Rhône à Bellegarde et se diriger vers la vallée de l'Arve et jusqu'à Chamonix. À Ochiaz, le gaz est détendu pour être livré localement sous basse pression. En 2012, le réseau local se développe sur 27 kilomètres linéaires environ.
La ville s'est lancée dans plusieurs projets depuis 2014, dont la création d'un Centre de Santé Polyvalent inauguré au printemps 2016 et géré par le Centre hospitalier Annecy Genevois, mais aussi la requalification de la friche industrielle Pechiney d'Arlod avec la démolition des anciens bâtiment et le réaménagement de la zone pour en faire un quartier destiné au sport avec la construction d'un parc de stationnement de plus de 300 places, l'aménagement de trois stades dont un terrain d'honneur et deux terrains d'entrainement dont avec une piste d'athlétisme de six couloirs, des tribunes de 700 places pour le terrain d'honneur et 500 aux abords de la piste d'athlétisme. Un pôle raquette est à l'étude (tennis, badminton et tennis de table) avec quatre terrains couvert, un club-house et un parking. Un espace nature avec sera aménagé aux bords du Rhône.

## Toponymie
Le 19 octobre 1956, Bellegarde devient Bellegarde-sur-Valserine. La commune était autrefois un hameau de la celle de Musinens.
En 1601, le Bugey avec ce qui deviendra Bellegarde est rattaché à la France.
Le pont sur la Valserine dit de Lavardin — du nom du maréchal de Lavardin — devient, peut-être à sa mort en 1614, le pont de Bellegarde, de Roger de Bellegarde, gouverneur de Bourgogne dont dépendait le Bugey. Lui-même tire son nom de Bellegarde dans l'actuel Gers. La ville de Bellegarde dans le Loiret a la même toponymie.

## Histoire
Jusqu'au XIXe siècle, Bellegarde n'est qu'un hameau faisant partie de la commune de Musinens. Le village se trouve sur les hauteurs vers le château de Musinens.
Le site, inhabité, est mentionné par César dans ses Commentaires sur la Guerre des Gaules. Le passage sur le Rhône lui donnait alors une certaine importance stratégique. Les roches surplombant le fleuve furent détruites en 1701 pour compliquer le passage.
Ce passage était défendu par une tour qu'un historien local fait remonter aux Romains et qui a été submergée par la mise en eau, le 11 janvier 1948, du barrage de Génissiat quelques kilomètres en aval. Non loin de là, le Fort l'Écluse a pendant longtemps défendu la voie menant du pays de Gex à Bellegarde. Le monument peut encore être visité.
Au XIXe siècle, le hameau de Bellegarde prend de l'importance et plusieurs usines s'installent pour utiliser la force du Rhône. En 1858, le conseil municipal de Musinens décide de changer le nom de la ville en Bellegarde, décision confirmée par un décret impérial du 6 décembre 1858.
L'un des moteurs de développement de la commune fut la création de lignes de chemin de fer : la ligne Lyon - Genève dès 1858, avec un nouvel axe vers Évian à partir de 1881 et enfin un autre en direction de la Dombes en 1882.
La centrale hydraulique de la Jonction de Valserine est construite à partir de 1871. En août 1884, l'usine électrique de Louis Dumont, avec sa retenue d'eau, fit de Bellegarde-sur-Valserine la première ville électrifiée de France juste avant La Roche-sur-Foron en 1885 et Bourganeuf en 1886,. Selon les sources, 30 ou 90 lampes ont été installées pour l'éclairage public et certains particuliers. La concession caduque fit que l'éclairage fut interrompu jusqu'en 1886.
En 1913, elle devint également chef-lieu de canton à la place de Châtillon-en-Michaille. De nos jours, Musinens n'est plus qu'un quartier de la ville, où sont cependant situés la majorité des habitants ainsi que la zone industrielle moderne. Initialement située sur la rive droite de la Valserine, la ville s'agrandit à plusieurs reprises, annexant le hameau du Ponthoud en le 25 septembre 1929 appartenant à Vouvray et fusionnant avec Coupy (sur la rive gauche) le 21 mars 1966 et Arlod en décembre 1970 avec le château de Mussel.
le 19 juin 1940 durant la bataille de France pendant la seconde Guerre mondiale a lieu la bataille de Bellegarde qui oppose la 1re compagnie du 179e bataillon alpin de forteresse, le 614e régiment de pionniers et le 141e régiment régional au 93e régiment d'infanterie de la 13e division d'infanterie motorisée du général Von Rothkirch.
Le 19 octobre 1956, Bellegarde devient Bellegarde-sur-Valserine.
« Bellegarde a été un nœud douanier dont l’importance a grandi avec le voisinage de la Suisse et, dans la seconde moitié du XXe siècle, la croissance des échanges intra-européens. En 1990, la signature de l’accord de Schengen, en annonçant que la notion de « douane volante » se substituerait dès 1995 à celle de « contrôle douanier aux frontières » a annoncé la fin de cette dimension administrative qu'avait Bellegarde. En conséquence, le bureau des douanes qui y était installé a fermé en 2009 ».
Aujourd'hui, la commune de Bellegarde-sur-Valserine, fait des investissements à caractère commercial dans le bassin Bellegardien. La ville industrielle, usée, vétuste et inesthétique qu'elle était jusqu'à ces dernières années se transforme petit à petit en une cité plus attrayante mais dont le tissu économique est encore très affaibli par la disparition de nombreux commerces du centre ville et la disparition des entreprises (Lejaby - SCAPA, etc.)
En 2010 s'est terminée la construction d'une nouvelle gare TGV, ainsi que la rénovation de l'ancienne gare, par ailleurs classée au patrimoine national, dans une partie de laquelle a été installée la « passerelle des arts », qui regroupe la médiathèque et le conservatoire municipal de musique.
En 2018, un projet de commune nouvelle entre Bellegarde, Châtillon-en-Michaille et Lancrans se met en place. Les trois conseils municipaux adoptent le projet de la commune de Valserhône le 10 septembre 2018. Ceci est validé par arrêté préfectoral le 22 octobre 2018 pour une mise en place le 1er janvier 2019.

## Politique et administration

### Tendances politiques et résultats
Au premier tour des élections municipales de 2014, la liste « sans étiquette » conduite par le maire sortant, Régis Petit, a obtenu 71,62 % des suffrages exprimés, la liste « divers gauche » conduite par Jean-Sébastien Bloch a obtenu 23,07 % et la troisième liste (divers gauche également) conduite par Clara Balloffet a obtenu 5,29 %, le taux d'abstention était de 49,95 %. Le conseil municipal est donc constitué de 29 membres issus de la liste arrivée en tête et de 4 membres issus de la seconde liste.

### Administration municipale
Le nombre d'habitants au dernier recensement étant compris entre 10 000 et 19 999, le nombre de membres du conseil municipal est de 33.

### Liste des maires

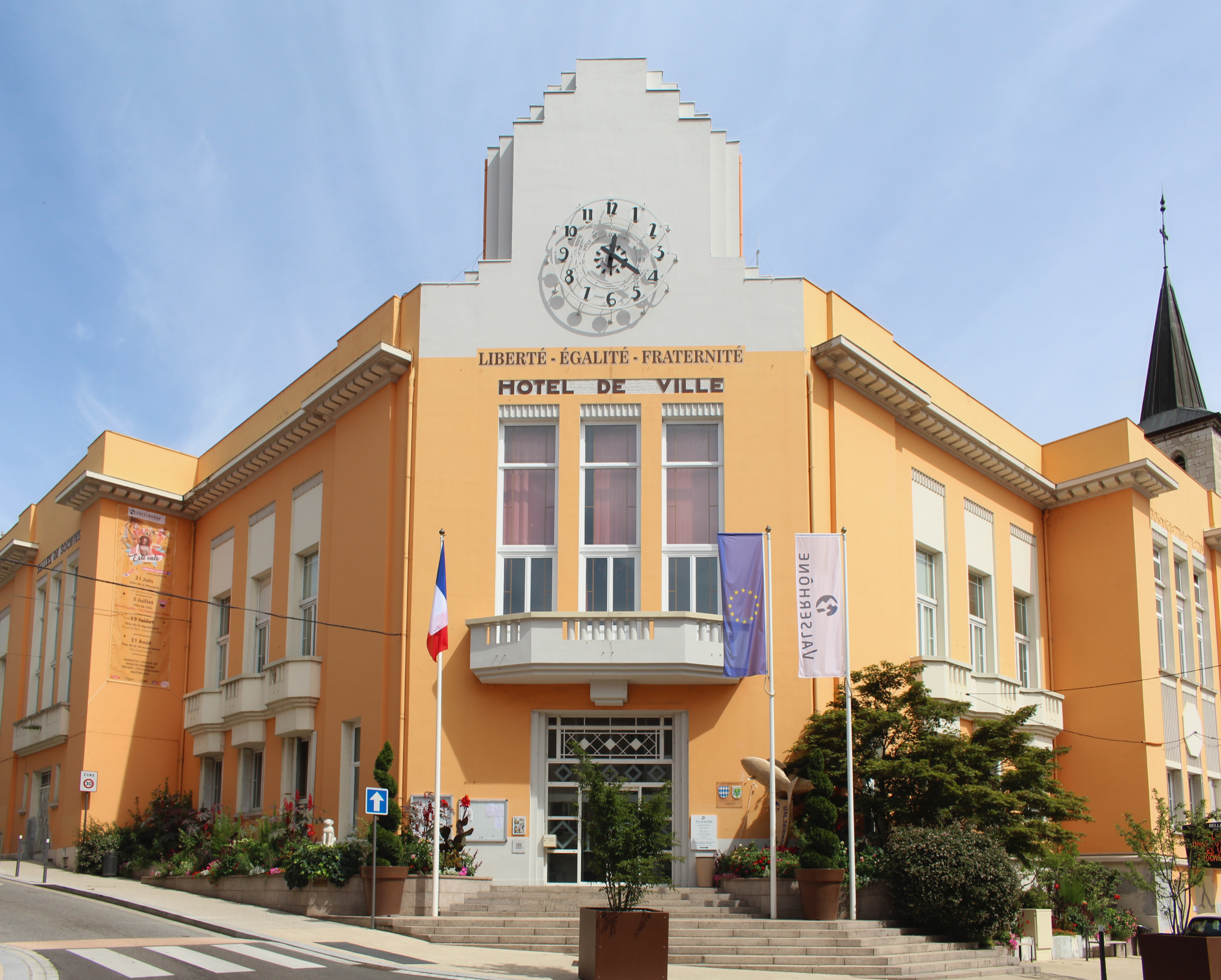
L'Hôtel de ville.

| Période                                  | Période          | Identité                    | Étiquette | Qualité |
| ---------------------------------------- | ---------------- | --------------------------- | --------- | --- |
| Les données manquantes sont à compléter. |                  |                             |           | |
| 1791                                     | 1793             | Joseph Rossy                |           | |
| 1793                                     | 1799             | Claude Laracine             |           | |
| 1799                                     | 1806             | Charles De Moyria           |           | |
| 1806                                     | 1808             | Pierre Chevallier           |           | |
| 1808                                     | 1826             | Marie-Prosper Gay           |           | Chirurgien |
| 1826                                     | 1851             | Antoine Clerc               |           | Conseiller d'arrondissement |
| 1851                                     | 1854             | Joseph Flechere             |           | |
| 1854                                     | 1860             | Louis Miraillet             |           | Musinens devient Bellegarde en 1858 |
| 1860                                     | 1862             | Joseph Fléchère             |           | |
| 1862                                     | 1870             | Louis Miraillet             |           | |
| 1870                                     | 1885             | Aimé Girod                  |           | |
| 1885                                     | 1891             | Gérard Clerc                |           | |
| 1891                                     | 1893             | Victor Baudin               |           | Ingénieur des Arts et Métiers |
| 1893                                     | 1896             | Jean Bussière               |           | |
| 1896                                     | mai 1900         | Victor Baudin               |           | Ingénieur des Arts et Métiers |
| mai 1900                                 | mai 1908         | Louis Jacquemet             |           | |
| mai 1908                                 | 19 mai 1912      | Lucien Girard               |           | |
| 19 mai 1912                              | 27 août 1932     | Joseph Bertola (1866-1932)  | PRRRS     | Directeur d'agence de douane Adjoint au maire (1908 → 1912) Conseiller général (1919 → 1931) Chevalier de la Légion d'honneur Décédé en fonction |
| 1932                                     | 1945             | Zéphirin Jeantet            | PRRRS     | Industriel, résistant Conseiller général (1932 → 1937) Maire de Châtillon (1925 → 1932)                                                          |
| 1945                                     | mars 1965        | Georges Marin               | Ind.      | Biscuitier |
| mars 1965                                | mars 1977        | Louis Chanel                | DVG       | Directeur d'école, ancien résistant Ancien adjoint au maire                                                                                      |
| mars 1977                                | 1994             | Marcel Berthet              | PCF       | Retraité de la SNCF Ancien adjoint au maire Conseiller général (1973 → 1979)                                                                     |
| 1994                                     | juin 1995        | Claude Tournier (1943-2024) | PS        | Technicien agricole Premier adjoint (1989 → 1994)                                                                                                |
| juin 1995                                | janvier 1997     | Gérard Armand               | RPR       | Chirurgien Député de l'Ain (3e circ.) (1995 → 1997) Conseiller général (1979 → 2002)                                                             |
| janvier 1997                             | mars 1997        | Hélène Blanc                |           | Présidente de la délégation spéciale |
| mars 1997                                | 21 mars 2002     | Gérard Armand               | RPR       | Chirurgien Député de l'Ain (3e circ.) (1995 → 1997) Conseiller général (1979 → 2002) Décédé en fonction                                          |
| 3 avril 2002                             | 2003             | Roger Petit                 | UMP       | Ancien premier adjoint Décédé en fonction |
| mai 2003                                 | 31 décembre 2018 | Régis Petit                 | SE-DVD    | Professeur d'EPS en lycée Maire de Valserhône (2019 → ) Fils du précédent                                                                        |

| Période        | Période     | Identité               | Étiquette | Qualité   |
| -------------- | ----------- | ---------------------- | --------- | --------- |
| 6 janvier 2019 | 25 mai 2020 | Jean-Pierre Fillion    |           | Retraité  |
| 25 mai 2020    | En cours    | Marie-Françoise Gonnet |           | Retraitée |

### Intercommunalité
La commune fait partie de la communauté de communes Terre Valserhône dont le siège s'est déplacé dans la zone d'activité intercommunale des Étournelles à Châtillon-en-Michaille.

### Instances judiciaires et administratives
En dehors des permanences du conciliateur de justice pour le canton de Bellegarde-sur-Valserine, qui se tiennent en mairie de Bellegarde-sur-Valserine suivant des dates annoncées dans la presse locale, aucune instance judiciaire ne se déroule à Bellegarde-sur-Valserine. Autrement, Bellegarde-sur-Valserine est dans le ressort du Tribunal d'instance de Nantua, du Tribunal de commerce de Bourg-en-Bresse, du Conseil des prud'hommes d'Oyonnax, du Tribunal de grande instance de Bourg-en-Bresse et du Tribunal administratif de Lyon, pour les affaires relevant respectivement de ces différents types de juridictions.

### Politique environnementale
La commune abrite des friches industrielles à risque, dont en bordure du Rhône, le site Pechiney Electrométallurgie (PEM) fermé en 2003, avec deux décharges de résidus de filtres à fumées, poussières de chaux, laitiers, réfractaires. Chrome, manganèse, molybdène, hydrocarbures, PCB. Des travaux de réhabilitation ont été faits, mais le site devra toujours faire l'objet d'une surveillance, ainsi que la nappe.

### Jumelages
| Bretten Saint-Christophe Bellegarde-sur-Valserine |

Au 27 avril 2014, Bellegarde-sur-Valserine est jumelée avec :
- Bretten (Allemagne) depuis 2001 ;
- Saint-Christophe (Italie) depuis 2000.

## Population et société

### Démographie
Ses habitants sont appelés les Bellegardiens.

#### Évolution démographique
L'évolution du nombre d'habitants est connue à travers les recensements de la population effectués dans la commune depuis 1793. Pour les communes de plus de 10 000 habitants les recensements ont lieu chaque année à la suite d'une enquête par sondage auprès d'un échantillon d'adresses représentant 8 % de leurs logements, contrairement aux autres communes qui ont un recensement réel tous les cinq ans,.

En 2018, la commune comptait 11 450 habitants, en évolution de −1,21 % par rapport à 2012 (Ain : +5,15 %, France hors Mayotte : +2,11 %).
| 1793 | 1800 | 1806 | 1821 | 1831 | 1836 | 1841 | 1846 | 1851 |
| ---- | ---- | ---- | ---- | ---- | ---- | ---- | ---- | ---- |
| 162  | 148  | 172  | 211  | 360  | 390  | 443  | 445  | 461  |

| 1856 | 1861 | 1866 | 1872 | 1876  | 1881  | 1886  | 1891  | 1896  |
| ---- | ---- | ---- | ---- | ----- | ----- | ----- | ----- | ----- |
| 574  | 643  | 624  | 829  | 1 054 | 1 463 | 1 725 | 2 222 | 2 494 |

| 1901  | 1906  | 1911  | 1921  | 1926  | 1931  | 1936  | 1946  | 1954  |
| ----- | ----- | ----- | ----- | ----- | ----- | ----- | ----- | ----- |
| 3 183 | 3 276 | 3 953 | 4 135 | 4 664 | 5 293 | 5 071 | 5 407 | 5 743 |

| 1962  | 1968  | 1975   | 1982   | 1990   | 1999   | 2006   | 2011   | 2016   |
| ----- | ----- | ------ | ------ | ------ | ------ | ------ | ------ | ------ |
| 6 588 | 9 249 | 11 593 | 11 097 | 11 153 | 10 846 | 11 497 | 11 630 | 11 666 |

| 2018   | - | - | - | - | - | - | - | - |
| ------ | - | - | - | - | - | - | - | - |
| 11 450 | - | - | - | - | - | - | - | - |

#### Immigration
En 2008, la ville comptait 2 488 immigrés sur un total de 11 404 habitants, soit 21,8 % de sa population.[réf. incomplète]

#### Pyramide des âges
La population de la commune est relativement âgée. Le taux de personnes d'un âge supérieur à 60 ans (21,8 %) est en effet supérieur au taux national (21,6 %) et au taux départemental (19,4 %).
À l'instar des répartitions nationale et départementale, la population féminine de la commune est supérieure à la population masculine. Le taux (51,9 %) est du même ordre de grandeur que le taux national (51,6 %).
La répartition de la population de la commune par tranches d'âge est, en 2007, la suivante :
- 48,1 % d’hommes (0 à 14 ans = 20,1 %, 15 à 29 ans = 19,2 %, 30 à 44 ans = 23,5 %, 45 à 59 ans = 18,6 %, plus de 60 ans = 18,6 %) ;
- 51,9 % de femmes (0 à 14 ans = 18,8 %, 15 à 29 ans = 20,1 %, 30 à 44 ans = 18,1 %, 45 à 59 ans = 18,4 %, plus de 60 ans = 24,8 %).

| Hommes | Classe d’âge | Femmes |
| ------ | ------------ | ------ |
| 0,3    | 90 ans ou +  | 1,2    |
| 6,7    | 75 à 89 ans  | 10,8   |
| 11,6   | 60 à 74 ans  | 12,8   |
| 18,6   | 45 à 59 ans  | 18,4   |
| 23,5   | 30 à 44 ans  | 18,1   |
| 19,2   | 15 à 29 ans  | 20,1   |
| 20,1   | 0 à 14 ans   | 18,8   |

| Hommes | Classe d’âge | Femmes |
| ------ | ------------ | ------ |
| 0,3    | 90 ans ou +  | 1,0    |
| 5,2    | 75 à 89 ans  | 7,9    |
| 12,0   | 60 à 74 ans  | 12,3   |
| 20,8   | 45 à 59 ans  | 20,2   |
| 22,5   | 30 à 44 ans  | 22,0   |
| 18,1   | 15 à 29 ans  | 16,7   |
| 21,2   | 0 à 14 ans   | 19,8   |

### Enseignement

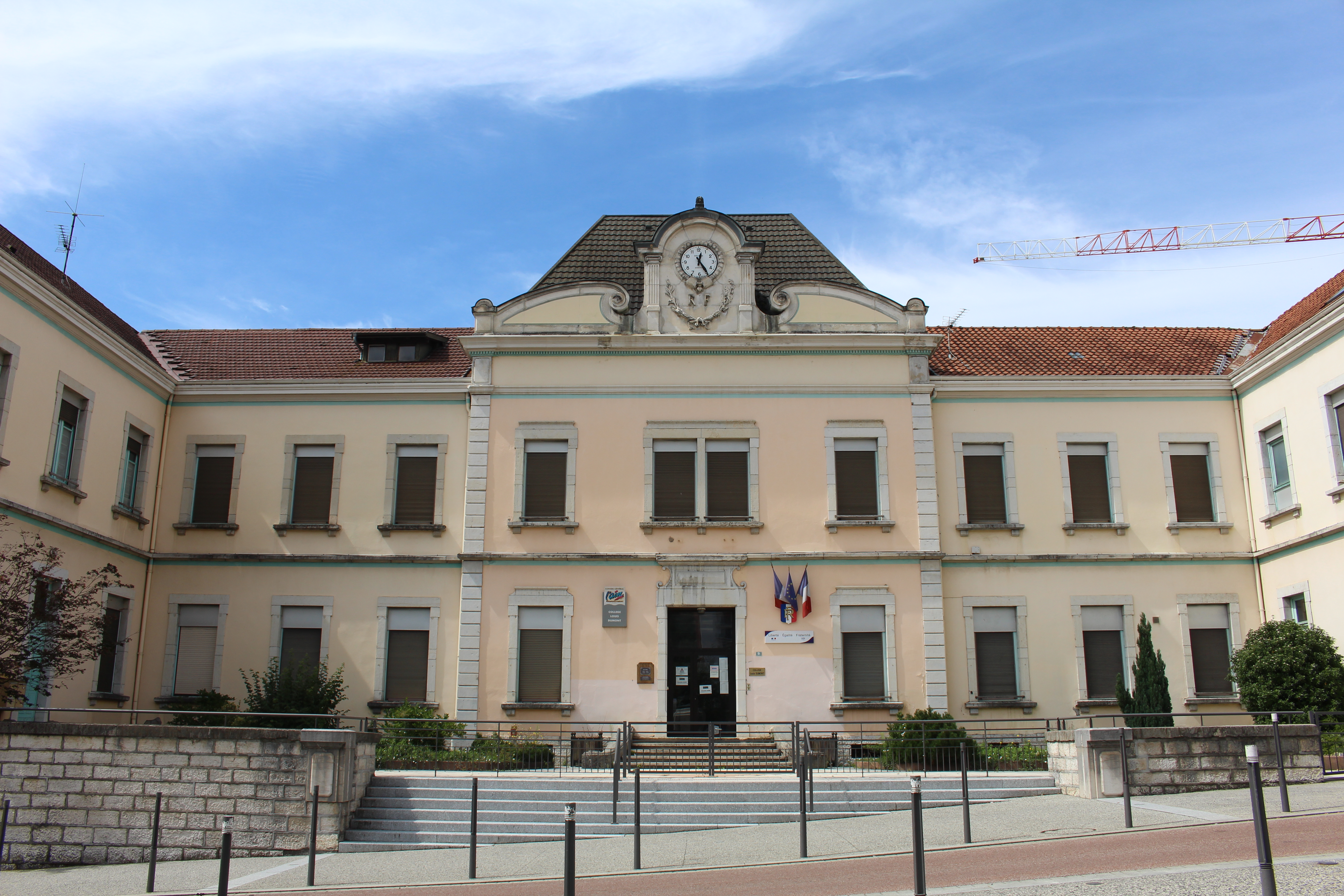
Collège Louis Dumont.

La commune de Bellegarde-sur-Valserine possède plusieurs établissements scolaires :
Écoles maternelles
École du Bois des Pesses, école du Centre, école du Grand Clos, école des Montagniers
École primaires publiques
École du Bois des Pesses, école Marius Pinard, école du Grand Clos, école des Montagniers
Écoles élémentaires
École d'Arlod
Collèges
Collège Louis Dumont, collège Saint-Exupéry
Lycées
- Lycée polyvalent (général, technologique et professionnel) : Lycée Saint-Exupéry (Formation BTS intégrée et en alternance; voie professionnelle: industriel, tertiaire et hôtellerie)

### Manifestations culturelles et festivités
Depuis 2001, anniversaire du rattachement des Pays de l'Ain à la France (traité de Lyon en 1601) se déroule autour du château la fête du Château de Musinens organisée par l'association Renaissance du Château de Musinens, avec chaque année plusieurs milliers de spectateurs.
Depuis 1976, un tournoi international cadets de basket-ball est organisé. Celui-ci dure un week-end. La France a gagné l'édition 2011 (devant la Turquie, la Grèce et la République tchèque). En 1997, la France avait remporté le tournoi avec Tony Parker, alors âgé de 15 ans.
Chaque année depuis 1995 se tient à Bellegarde-sur-Valserine, en novembre, un festival de la bande dessinée qui a acquis une certaine renommée. L'humoriste Laurent Gerra, le caricaturiste Jean-Claude Morchoisne ou encore le dessinateur de Lucky Luke Michel Janvier ont été les invités d'honneur. Sont ainsi venus Achdé, Pierre Aucaigne, André Benn, Stefano Casini, Philippe Castaza, Philippe Chanoinat, Laurent Gerra, Romain Hugault, Michel Jans, Jérôme Jouvray, Olivier Jouvray, Lacaf, Frédéric Marniquet, Jean-Claude Mézières, Jean-Yves Mitton, Nelly Moriquand, Michel Rodrigue, Gradimir Smudja, Ciro Tota, Albert Weinberg, Widenlocher, Zerriouh, Philippe Druillet.
La plus ancienne association culturelle de Bellegarde-sur-Valserine est l'Ensemble Harmonique de Bellegarde, orchestre d'harmonie créé en 1863, composé d'une quarantaine de musiciens amateurs dirigés par Christophe Héritier. L'EHB est chargé des prestations officielles (cérémonies et inaugurations) et effectue plusieurs concerts par an au théâtre Jeanne d'Arc. L'EHB a fêté ses 150 ans en 2013 avec l'organisation du festival des musiques du Pays de Gex.
L'Office municipal culturel bellegardien (l'OMCB) est animé par une douzaine de bénévoles aidés par quatre professionnels mis à disposition par la municipalité. Sa première raison d’être est la volonté d’aider au développement d’une vie culturelle riche, dynamique et autonome dans une petite ville de 12 000 habitants. C'est une association qui fédère les associations culturelles de Bellegarde pour planifier leurs activités.
Depuis 1984, l'OMCB s’est vu confier la mission d’organiser, d’harmoniser et de gèrer la programmation culturelle de Bellegarde sous forme de saisons cohérentes mêlant les productions locales et la diffusion de spectacles professionnel notamment au Théâtre Jeanne d'Arc. Un tremplin de chansons originales françaises est organisé tous les ans.
Le 11 juillet 2012, la ville a accueilli pour la première fois de son histoire le Tour de France cycliste, lors de l'étape no 10, qui partait de Mâcon. L'arrivée à Bellegarde a été marquée par une flamboyante victoire de Thomas Voeckler.

### Santé
La profession médicale est présente à Bellegarde-sur-Valserine, où des médecins généralistes ainsi que des médecins spécialistes sont installés.
Un cabinet de radiologie et un laboratoire d'analyses médicales complètent cette offre médicale locale.
La ville compte également plusieurs pharmacies, des cabinets de masseurs-kinésithérapeutes et d'infirmières.
Les services hospitaliers les plus proches sont à Saint-Julien-en-Genevois, Annemasse, Annecy et Oyonnax.

### Sports
- Basket-ball : L'équipe de basket-ball des Enfants de la Valserine de Bellegarde participa aux sept premières saisons du championnat de France masculin de basket-ball jusqu'en 1956 puis le club descendit en Excellence.
- Rugby à XV : club phare de la ville, le club de rugby de l'US Bellegarde Coupy évolue en Fédérale 2. Avec un budget modeste, ce club s'appuie sur la formation des jeunes qui est l'une des meilleures du département actuellement.
- Football : Deux clubs sont présents sur la commune : le FC Vanchy Léaz qui joue au stade de Vanchy, et le Concordia FC, club historique de Bellegarde fondé en 1921 et basé à Arlod au stade Roger-Petit.

### Médias

#### Radios locales
- Sorgia FM (91.0 FM) : radio associative de Bellegarde-sur-Valserine[42]. Elle émet aussi à Éloise sur 102.5 FM.
- La Radio Plus (92.5 FM) : radio locale commerciale basée à Annecy-le-Vieux. Elle appartient au groupe Espace.
- Radio Scoop (98.0 FM) : radio commerciale de Saint-Cyr-au-Mont-d'Or, près de Lyon. Elle arrive sur Bellegarde en 2011 et diffuse le programme "Radio Scoop Bourg-en-Bresse" (aussi diffusé à Bourg sur 89.2 FM et à Mâcon sur 88.2 FM).
- RCF Pays de l'Ain (100.9 FM) : radio locale chrétienne.
- ODS Radio (104.6 FM) : radio locale commerciale d'Annecy-le-Vieux. Elle partage ses locaux avec La Radio Plus car elle appartient au groupe Espace.
- FC Radio l'Essentiel (105.7 FM) : radio locale commerciale de Montluel[43]. Elle émet sur la quasi-totalité du département de l'Ain.

#### Presse locale
La presse écrite est présente localement avec deux titres qui ont des journalistes et des correspondants locaux de presse sur place : un hebdomadaire, La Tribune républicaine (du Groupe Le Messager) et l'édition locale d'un quotidien régional, Le Dauphiné libéré, qui publie quotidiennement deux pages d'informations sur le bassin bellegardien. Par ailleurs, l'autre quotidien régional, Le Progrès, qui n'a pas de journaliste sur place, reprend plus ou moins complètement, dans son édition locale, des articles de l'édition locale du Dauphiné libéré, grâce à un accord passé entre ces deux journaux.

#### Télévision
France 3 Rhône-Alpes et France 3 Alpes sont présentes à Bellegarde grâce à 2 sites TDF : le Sorgia d'en Haut et la place Henry Dunant.

### Cultes
Sont présents sur la commune diverses églises catholiques (en centre ville et à Musinens), un temple protestant (en centre ville) et une salle du royaume des Témoins de Jéhovah (à Arlod), ainsi qu'une mosquée de langue turque. Une mosquée de langue arabe existe sur le quartier d'Arlod ainsi que sur la commune limitrophe de Châtillon-en-Michaille.

## Économie

### Généralités
La ville conserve quelques activités industrielles (moules pour l'industrie plastiques). Aérosols Aérocan installée à Châtillon-en-Michaille et MGI Coutier, producteur de pièces automobiles installé à Champfromier sont aussi des employeurs importants.
De nombreux habitants de la ville et des villages alentour travaillent dans le pays de Gex et la Suisse voisine (cantons de Genève et de Vaud) attirés par les emplois qualifiés et les salaires attrayants. Cette tendance s'est accentuée avec les accords bilatéraux qui simplifient l'accès des ressortissants de l'Union européenne au travail en Suisse, cette dernière ayant de plus rejoint l'Espace Schengen le 12 décembre 2008. Selon l'observatoire statistique transfrontalier le nombre de travailleurs frontaliers résidant dans l'Ain ou la Haute-Savoie et travaillant en Suisse a augmenté d'un tiers en quatre ans. Le rapport de synthèse 2003 de cet observatoire n'hésite pas à parler d'un « vaste territoire [qui] a peut-être commencé à se remodeler ». L'atout majeur est une liaison directe TER avec Genève, liaison qui fait partie du RER genevois. Une des conséquences de cette évolution est l'apparition de tensions sur le marché du logement.
La gare de Bellegarde, reconstruite avec un bâtiment moderne, devait connaître un nouvel essor avec la réouverture fin 2010 de la ligne des Carpates (rénovée et électrifiée) permettant un passage plus rapide des TGV Paris - Genève via Bellegarde. Pôle multimodal, la gare de Bellegarde voit le passage de TER directs à destination de Culoz, Ambérieu-en-Bugey, Lyon, Bourg-en-Bresse, Annemasse, Évian-les-Bains, Saint-Gervais-les-Bains, Aix-les-Bains, Chambéry, Grenoble, Grenoble-Universités-Gières, et Valence. Par correspondance en gares d'Annemasse ou d'Aix-les-Bains, on peut rejoindre aussi la gare d'Annecy.

### Revenus de la population et fiscalité
En 2011, le revenu fiscal médian par ménage était de 25 306 €, ce qui plaçait Bellegarde-sur-Valserine au 24 338e rang parmi les 31 886 communes de plus de 49 ménages en métropole.
En 2009, 52,5 % des foyers fiscaux n'étaient pas imposables.

### Emploi
Le taux de chômage de la commune est légèrement supérieur au taux national : 11.9 %.
Répartition des emplois par domaine d'activité
|                             | Agriculteurs | Artisans, commerçants, chefs d'entreprise | Cadres, professions intellectuelles | Professions intermédiaires | Employés | Ouvriers |
| --------------------------- | ------------ | ----------------------------------------- | ----------------------------------- | -------------------------- | -------- | -------- |
| Bellegarde-sur-Valserine    | 0,2 %        | 5,2 %                                     | 7,5 %                               | 19,6 %                     | 24,3 %   | 43,2 %   |
| Moyenne Nationale           | 2,4 %        | 6,4 %                                     | 12,1 %                              | 22,1 %                     | 29,9 %   | 27,1 %   |
| Sources des données : INSEE |              |                                           |                                     |                            |          |          |

### Entreprises de l'agglomération
La société OTICR fabrique des emballages en carton imprimé. Elle réalise par ailleurs de l'impression sur papier sublimable ainsi que de la décoration d'objets en sublimation numérique sur divers supports, comme les skis par exemple.
Agriplas Rhône-Alpes est une filiale du groupe Roullier (groupe créé en Bretagne en 1959 et dirigé par Daniel Roullier) implantée en zone industrielle de Bellegarde. AGRIPLAS s’est installée à Bellegarde en 1999, en rachetant U’PLAST, une société d’Éloise (74) qui faisait du flaconnage. Agriplas Rhône Alpes produit des flacons et bidon en PEHD.
La société des Transports Vuaillat a été créée à Nantua en 1925, par Henri Vuaillat, qui l’a transplantée à Bellegarde après la Seconde Guerre mondiale. Cette société s’est spécialisée depuis 1988 dans le transport international de marchandises entre la France et la Suisse.
Balbinot S.A.S. fait le commerce de machines-outils d’usinage « par enlèvement de copeaux » (sciage, tournage, fraisage, perçage) d'occasion. Achetées dans des ventes aux enchères en France, révisées dans l'usine de Bellegarde, elles sont revendues aux secteurs de la mécanique générale, des moulistes et de la mécanique de précision. 70 % des ventes se font en France, 30 % à l'étranger. Créée par Robert Balbinot sous la forme de SARL, en 1978, la société est devenue par la suite une S.A. puis une S.A.S.
Janin S.A., créée à Lyon par Henri Janin en 1948, s’est installée à Bellegarde en 1962. Devenue le premier fabricant européen de baguettes de musique (percussions), elle a distribué ses instruments sous la marque proORCA jusqu'en 2012, date à laquelle elle a été mise en liquidation judiciaire.
Flavien Ponty, ancien salarié de la société, a repris la marque début 2013 et créé une nouvelle société en Auvergne pour exploiter la marque ProOrca[réf. nécessaire].

### Commerces
Plusieurs commerces et supermarchés sont situés dans la zone commerciale de Pierre Blanche (conjointe avec la commune de Châtillon-en-Michaille), dont le "centre commercial de la Valserine". Le "centre commercial du Crédo", plus petit et ancien, se situe dans le quartier de Musinens.

## Culture locale et patrimoine

### Lieux et monuments

#### Monuments laïques
- Pertes de la Valserine.

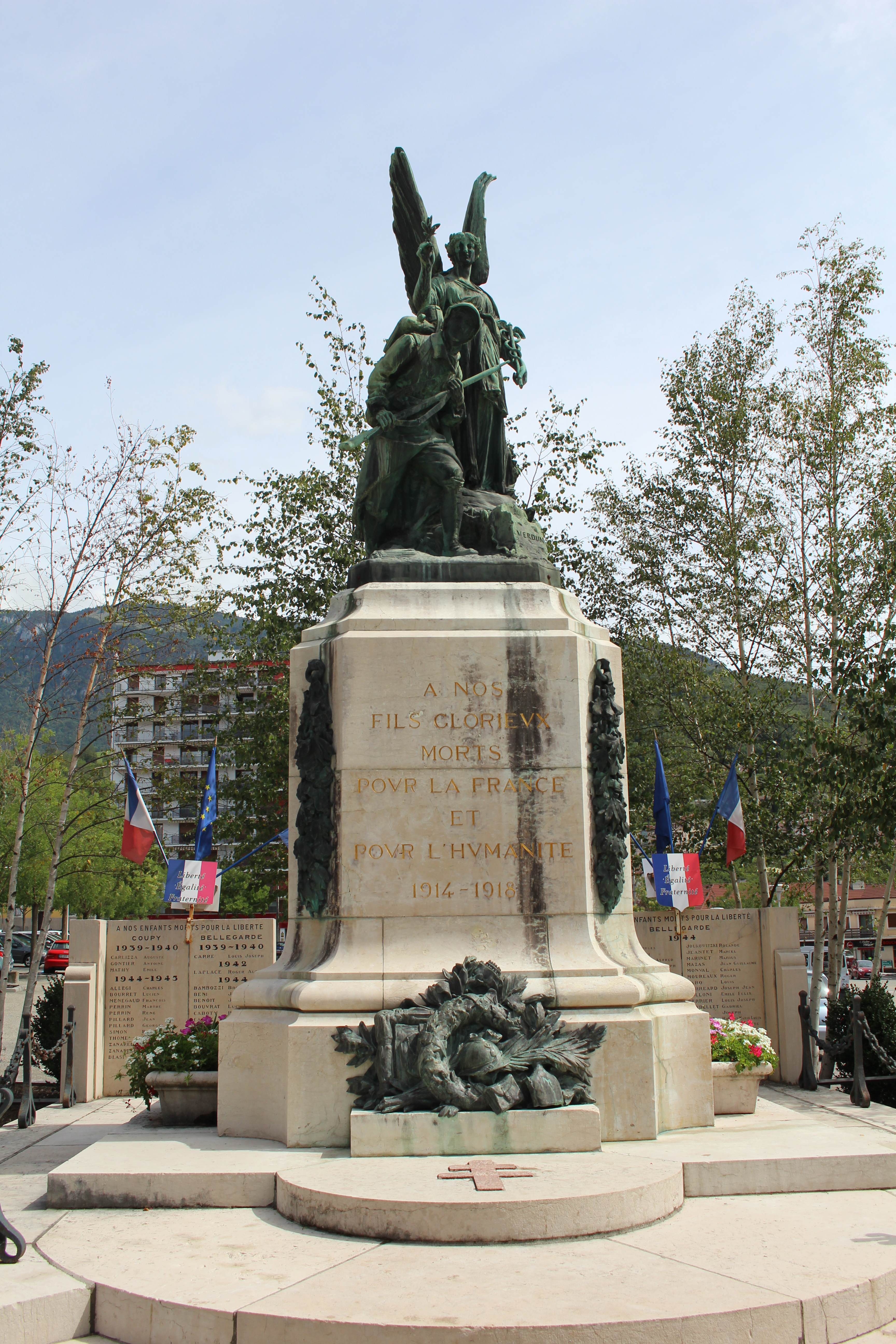
Monument aux morts de Bellegarde-sur-Valserine.

- Château de Musinens XVIe – XIXe siècle, jardin médiéval reconstitué ouvert au public (gratuit)

Ses fondations datent probablement du temps de Pierre II de Savoie et, à la fin du XIIIe siècle, il relève du mandement de Châtillon-de-Michaille.
- Château de Mussel (XIIe – XIXe siècle), privé ne se visite pas

Peut-être première construction sous Pierre II de Savoie, relève du mandement de Châtillon-de-Michaille à la fin du XIIIe siècle.

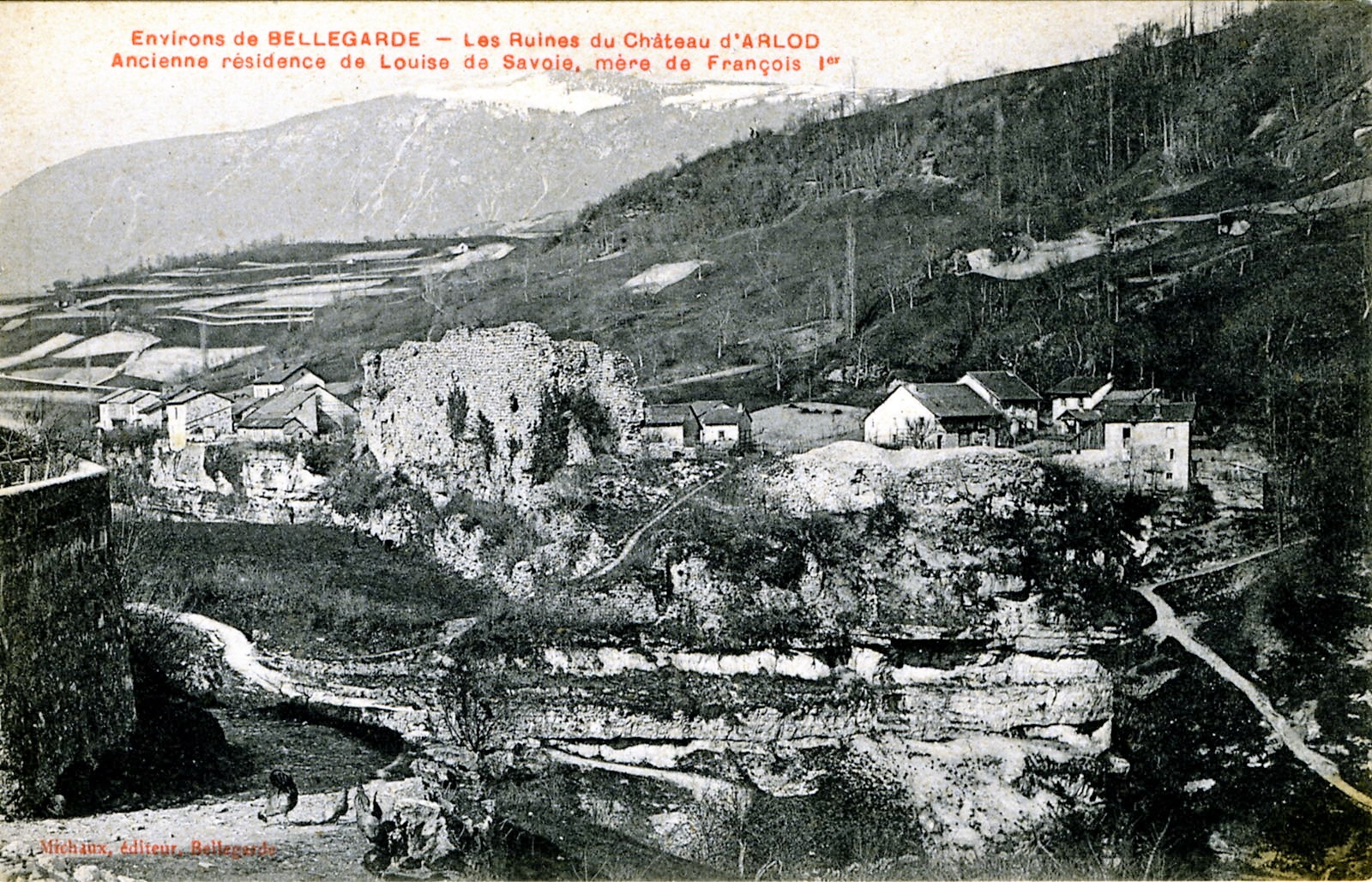
Château d'Arlod avant la création du barrage de Génissiat sur le Rhône.

- Château d'Arlod. Ancien château fort, du XIIIe siècle, centre de la seigneurie d'Arlos, qui se dressait sur le territoire de l'ancienne commune d'Arlod, au sud, dans le cours du Rhône. Ses ruines sont visibles lors de la vidange du barrage de Génissiat.

Les seigneurs d'Arlod sont cités depuis 1188 parmi les vassaux des comtes de Genève. Le château est acquis vers 1240 par les comtes de Savoie.
Le château, véritable tête de pont du fait de sa situation, a fait l'objet aux XIIIe et XIVe siècles, de multiples querelles entre les comtes de Genève, de Savoie et les seigneurs de Gex. Il se situait à environ 330 mètres d'altitude en contrebas du village et de son église dédiée à saint Nicolas. Il protégeait un pont fortifié du Moyen Âge, remplacé ensuite par une passerelle, où était perçu un péage, qui franchissait le fleuve à cet endroit. Le château occupait, avant qu'il ne soit englouti, l'extrémité du plateau, protégé naturellement sur deux de ses côtés par un à pic et qu'un large fossé, côté ouest, creusé de main d'homme isolait du village. Il se dressait alors à 25 mètres au-dessus du passage entre les deux rives du fleuve sur un rocher escarpé que l'on avait dû entaillé pour ménager un chemin sous le roc en surplomb.
- Château de Vanchy : antérieur au XVIe siècle, a appartenu en 1568 à Pierre Perrucard, barbier du Duc de Savoie
- Château des Crêts pour mémoire, quelques amas de pierre visible peut-être d'origine gallo-romaine ou motte féodale
- Borne kilométrique de 1858 vers le pont de Coupy
- Borne frontière à trois fleurs de lys et couronne royale de 1695 vers le pont de la Maladière ; Vanchy marquant la frontière entre la France et la Savoie
- Vestige gallo-romain de Vanchy (pour mémoire) dont les fouilles ont permis de le découvrir dans les années 1960. Situé sous le terrain de football de Vanchy, sa destination est inconnue mais il était soit un sanctuaire des eaux ou soit une auberge-étape.
- Monument aux Morts

#### Monuments religieux

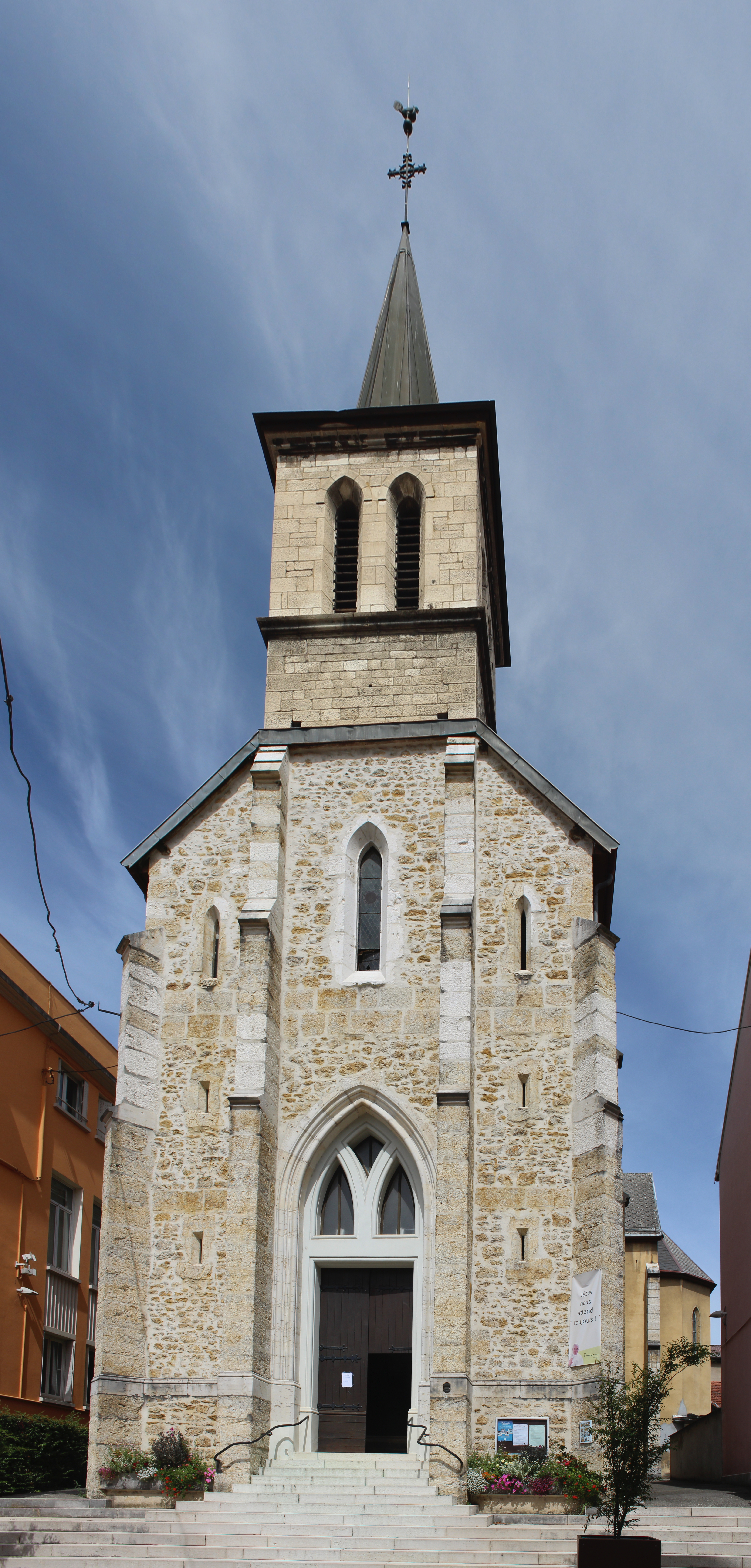
Église Notre-Dame de l'Assomption à Bellegarde-sur-Valserine

La commune possède plusieurs monuments religieux :
- Église Saint-Vincent-de-Paul, rue de Musinens, dépôt de la première pierre en 1964, bénédiction le 27 mars 1966 (architecte : Pierre Jomain)
- Église Notre-Dame de l'Assomption, rue de la République (centre ville) : érigée en 1853 et bénie en 1855.
- Église Saint-Nicolas d'Arlod, place de l'Église Saint-Nicolas, datant probablement de la fin du XIIe siècle, désignée le 14 février 1536 comme église paroissiale dédiée à saint Nicolas.
- Église Saint-Claude de Vanchy, rue Sully, en 1605, elle était chapelle seigneuriale sous le vocable de Saint-Claude, reconstruite au XVIIe siècle.
- Chapelle Notre-Dame d'Accout, chemin de la Chapelle d'Arlod, datant dans son ensemble du XVe siècle mais probablement plus ancienne, construite à proximité d'un site gallo-romain du « martinet ».
- Temple de l'Église réformée, rue de la République, paroisse protestante fondée en 1906, le bâtiment a été inauguré en 1966.
- Mosquée de langue arabe : rue de l'avenir, refaite en 2008 dans un style moyen-oriental de couleur saumon.
- Mosquée de langue turque

### Patrimoine culturel

#### Culture

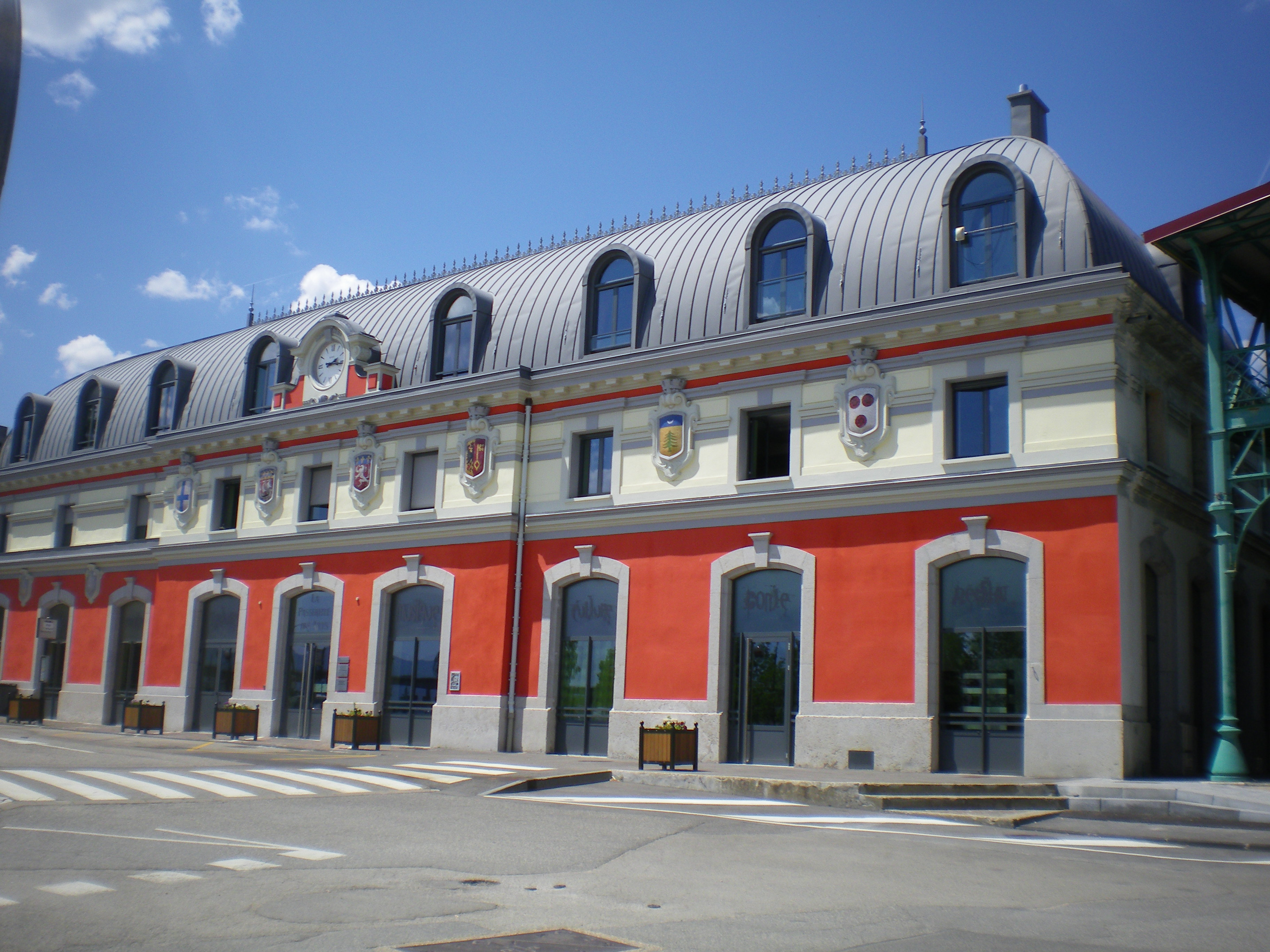
Bâtiment du Pôle Culturel « La Passerelle des Arts ».

Dans les locaux de l'ancienne gare, sur la Place Charles de Gaulle, un Pôle Culturel a été inauguré en 2012. Dénommé la Passerelle des Arts, ce bâtiment regroupe la médiathèque Louis Miraillet et le conservatoire à rayonnement municipal de musique et danse (CRC). En outre, dans les locaux du conservatoire, des animations, concerts et spectacles, lectures sont organisés. Ce centre permet à 24 professeurs et plus de 300 élèves de pratiquer la musique et le théâtre, par la pratique et l'enseignement, la sensibilisation et l'éveil. Par ailleurs, les départements spécifiques permettent la pratique du rock, des musiques actuelles, jazz, atelier baroque, musiques du monde (guitare manouche, musique latine, musique celtique & traditionnelle et musique Klezmer).

#### Gastronomie
Une des grandes spécialités de Bellegarde-sur-Valserine est la tarte à la gomme, ce qui est une sorte de flan sous la forme d'une tarte, plus mince que les flans que l'on trouve usuellement en boulangerie-pâtisserie.

### Patrimoine naturel
- Pertes de la Valserine
- Parc de Savoie
- Bords du Rhône sous la salle Viala et à Arlod
- Parc du Centre Commercial du Crédo
- Jardins de l'église Saint-Vincent à Musinens

### Espaces verts et fleurissement
En 2014, la commune obtient le niveau « une fleur » au concours des villes et villages fleuris.

### Personnalités liées à la commune
- Louis Finet (1897-1976), résistant, Compagnon de la Libération.
- Robert Barrier (1907 – Aix-les-Bains, 1955), natif, pharmacien (1935), résistant (Armée secrète), homme politique savoyard, vice-président national de l'UDSR (1945), maire de Yenne (1944-1947), conseiller général de Savoie (1945-1955) et président (1951), député de Savoie (1951-1955), maire d'Aix-les Bains (1953).
- David Venditti, rugbyman français, qui fut centre du Club sportif Bourgoin-Jallieu rugby fit ses classes de jeune rugbyman au sein de l'Union sportive Bellegarde Coupy de l'école de rugby à junior moins de 19 ans.
- Younès Kaboul (né en 1986 à Saint-Julien-en-Genevois) défenseur international français de football.
- Nelly Moenne-Loccoz (née en 1990) snowboardeuse française, licenciée au club de Bellegarde, 6e des Jeux olympiques de Vancouver.
- Yves Amoureux (né à Bellegarde en 1951), auteur et réalisateur de cinéma et de télévision ; principaux films : Le Beauf (avec Gérard Jugnot), Le Double de ma Moitié (avec Bernard Giraudeau).

### Héraldique
| Blason de Bellegarde-sur-Valserine | Blason  | De sinople à la porte de ville ogivale de deux tours d'argent, hersée du même, ajourée du champ et maçonnée de sable, surmontée d'une étoile d'or et soutenue d'une roue de moulin du même, au franc-canton d'argent chargé d'une croisette de gueules, au soleil d'or issant du chef à senestre rayonnant de trois éclairs de l'un en l'autre. |
| Blason de Bellegarde-sur-Valserine | Détails | |